# Per Nylinder
Per Olof Nylinder, född 29 juni 1915 i Solna församling, död 10 mars 1996, var en svensk jägmästare och professor.
Nylinder avlade civiljägmästarexamen vid Skogshögskolan 1940 och studerade vid KTH 1942-1944. Han blev 1953 professor i virkeslära vid Skogshögskolan. Han blev ledamot av Ingenjörsvetenskapsakademien 1956 och av Lantbruksakademien 1958.

## Utmärkelser
- Kommendör av Nordstjärneorden, 6 juni 1972.[1]